# 580-та фольксгренадерська дивізія (Третій Рейх)
580-та фольксгренадерська дивізія (Третій Рейх) (нім. 580. Volksgrenadier-Division) — піхотна дивізія народного ополчення (фольксгренадери) вермахту за часів Другої світової війни.

## Історія
580-та фольксгренадерська дивізія сформована 25 серпня 1944 року в ході 32-ї хвилі мобілізації на території військового полігона Група (нім. Truppenübungsplatz Gruppe) в Імперській області Країна Варти (окупована Польща) силами XI військового округу за рахунок підрозділів розгромленої 276-ї піхотної дивізії. Але вже 17 вересня 1944 року її частини пішли на доукомплектування 276-ї фольксгренадерської дивізії.

## Райони бойових дій
- Угорщина (серпень — вересень 1944)

## Командування

### Командири
- генерал-лейтенант Курт Мерінг (нім. Kurt Möhring) (25 серпня — 17 вересня 1944)

### Склад
| 1944                                      |
| ----------------------------------------- |
| 1198-й гренадерський полк                 |
| 1199-й гренадерський полк                 |
| 1200-й гренадерський полк                 |
| 1580-й артилерійський полк                |
| 1580-та рота зв'язку                      |
| 1580-те дивізійне управління забезпечення |